# Juno partszakasz
A Juno partszakasz (Juno Beach) a normandiai partraszállás alkalmával a szövetségesek egy partraszállási övezete volt. A mintegy 6,5 km hosszú partszakasz földrajzilag a Calvados megyei Courseulles-sur-Mer és  Saint-Aubin-sur-Mer között, a partszakaszok felosztása szerint a Gold partszakasz és a Sword partszakasz között helyezkedett el. Megszállását kanadai csapatok végezték, az első épület, amelyet felszabadítottak egy villa volt, amelyet ma Kanada-háznak neveznek.

## Történet
Csupán 8 óra előtt néhány perccel értek a föveny közelébe, amikor már érzékelhető volt a dagály. A műszaki akadályok víz alá kerültek, így nem tudtak utat nyitni az újabb érkezőknek. A víz mélysége miatt számos jármű veszett oda, míg a katonáknak meg kellett küzdeniük az emelkedő vízzel és a heves német ellenállással. A késés miatt a legnagyobb veszélyt az utánpótlás szállításának egyik helyszínéül kijelölt Carpiguet repülőtér elfoglalásának csúszása jelentette. Minden nehézség ellenére a D-napon itt is kijutott megközelítőleg 20 000 katona és 3000 jármű a partra. Az inváziós sereg megállítására a németek cölöpök végére erősített aknákat, úgynevezett Rommel-spárgákat telepítettek a parti rész széles sávjába.